# Michael White (Klarinettist)

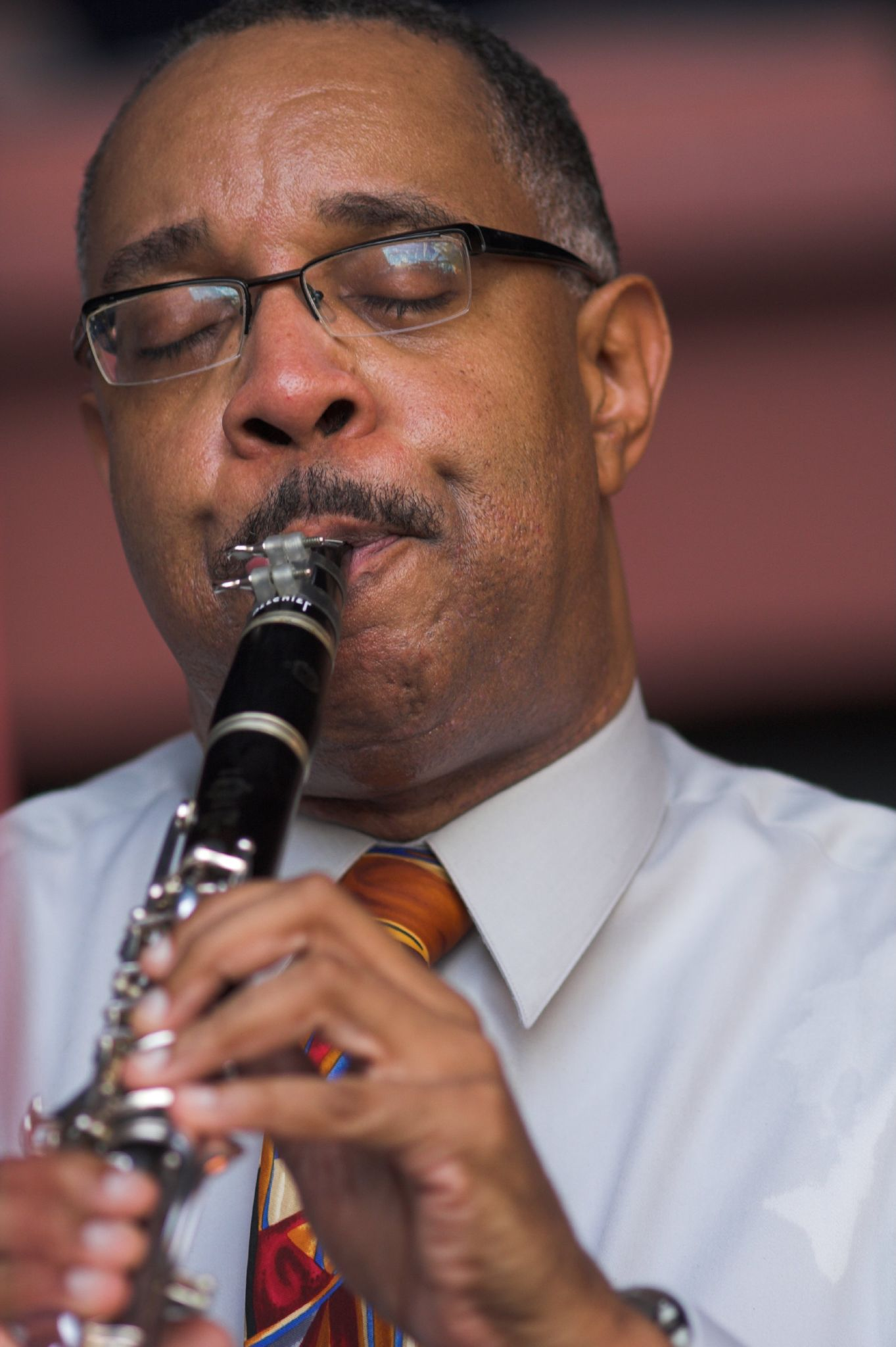
Michael White (2007)

Michael White (auch Dr. Michael White, * 29. November 1954 in New Orleans) ist ein amerikanischer Klarinettist des Oldtime Jazz.

## Leben und Wirken
White stammt aus einer Musikerfamilie; zu seinen Vorfahren gehören der Jazzbassist Papa John Joseph und der Klarinettist Willie „Kaiser“ Joseph, über die er jedoch zunächst wenig wusste. Ihn beeinflusste eine Tante, die klassische Klarinette spielte. White studierte zunächst Spanisch und spielte mit Don Paulin (1975), der Young Tuxedo Brass Band (1979) und in der Preservation Hall mit Kid Sheik Cola. Zudem trat er in der Show One Mo’ Time auf. Er schloss sein Fremdsprachenstudium mit der Promotion ab und gründete sein eigenes Trio und 1981 die Liberty Jazz Band, dann die The New Orleans Hot Seven. Er tourte mehrfach durch Europa und Japan und trat auch im Village Vanguard auf. Wynton Marsalis beteiligte ihn an seinen Aufnahmen zu The Majesty of the Blues (1989).
White lehrt Spanisch und afro-amerikanische Musik an der Xavier University of Louisiana. In den Vereinigten Staaten ist er aufgrund seiner akademischen Position ein medienwirksamer Fürsprecher für den traditionellen Jazz. Er gilt nach Digby Fairweather als eine zentrale Figur des neueren New Orleans Revivals. Seine historische Sammlung zum Jazz von New Orleans, u. a. mit Notenmaterial von Jelly Roll Morton, wurde in den Fluten nach Hurrikan Katrina zerstört.

## Diskographische Hinweise
- Shake It & Break It (505 CD, 1981–87) mit Walter Payton
- Crescent City Serenade (1990, Antilles; mit Teddy Riley, Wendell Brunious, Freddy Lonzo, Wynton Marsalis und Greg Stafford)
- A Song for George Lewis (Basin Street, 2000, mit Gregg Stafford, Mark Braud, Lucien Barbarin, Rickie Monie, Detroit Brooks, Kerry Lewis, Shannon Powell)
- Jazz from the Soul of New Orleans (Basin Street, 2002; mit Gregory Stafford, Clyde Kerr, Lucien Barbarin, Steve Pistorius, Rickie Money, Detroit Brooks, Kerry Lewis, Herman Lebeaux, Juanita Brooks, Thais Clark)

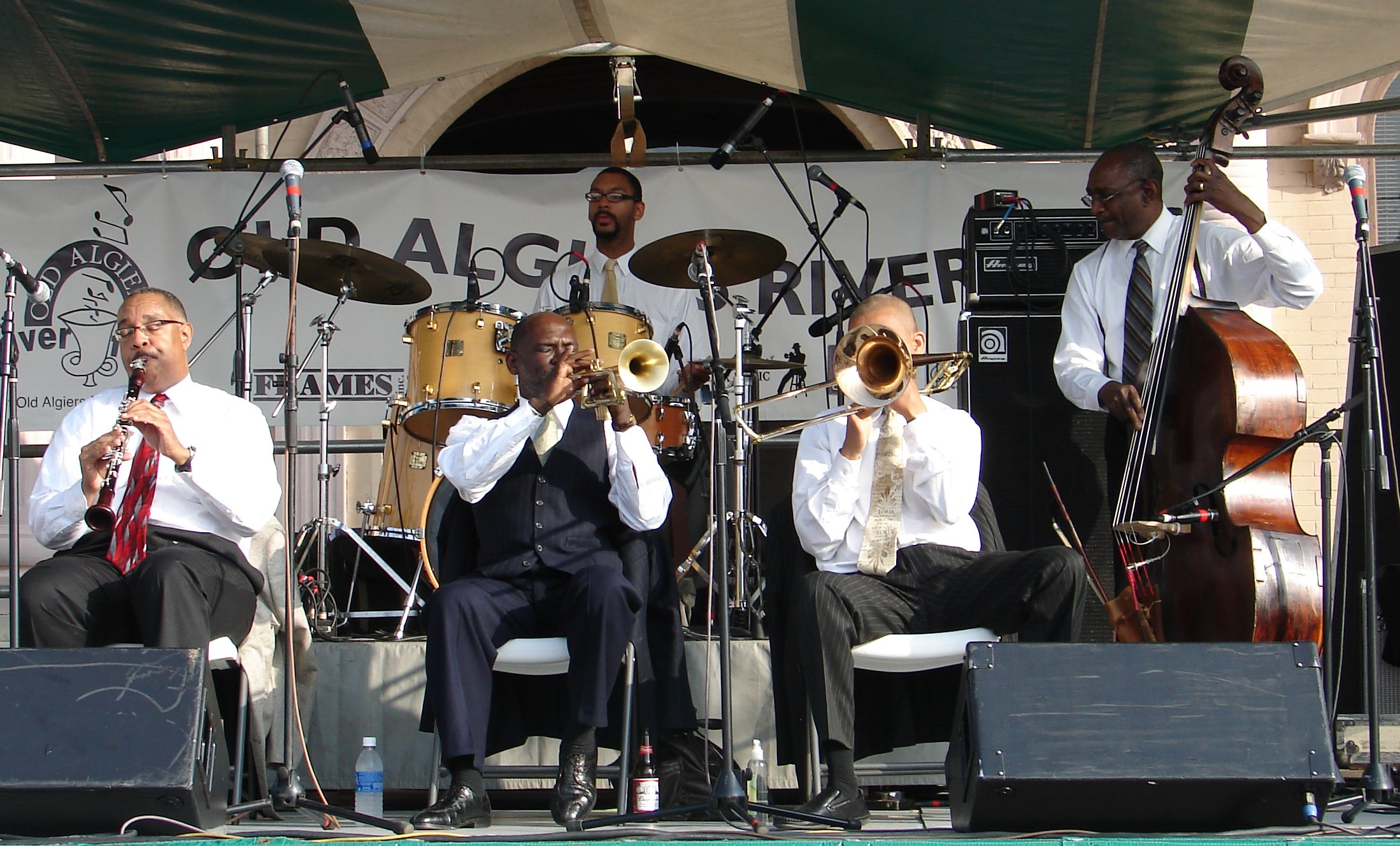
Michael White (links) mit seiner Band beim Algiers River Fest in New Orleans (2008)

## Lexigraphische Einträge
- Ian Carr, Digby Fairweather, Brian Priestley: Rough Guide Jazz. Der ultimative Führer zur Jazzmusik. 1700 Künstler und Bands von den Anfängen bis heute. Metzler, Stuttgart/Weimar 1999, ISBN 3-476-01584-X.
- Leonard Feather, Ira Gitler: The Biographical Encyclopedia of Jazz. Oxford University Press, New York 1999, ISBN 0-19-532000-X.